# Lista de navios lançados em fevereiro de 1942
A seguir está uma lista como os navios lançados ao mar no mês de fevereiro de 1942.
| Data            | Navio                  | País           | Construtor                        | Localização              | Classe                | Notas |
| --------------- | ---------------------- | -------------- | --------------------------------- | ------------------------ | --------------------- | ----- |
| 7 de fevereiro  | HMAS Warramunga (I44)  | Austrália      |                                   |                          | Tribal                |       |
| 12 de fevereiro | USS Montpelier (CL-57) | Estados Unidos | New York Shipbuilding Corporation | Camden, New Jersey       | Cleveland             |       |
| 14 de fevereiro | Empire Dickens         | Reino Unido    | Furness Shipbuilding Co Ltd       | Haverton Hill-on-Tees    | Navio-tanque          |       |
| 14 de Fevereiro | U-617                  | Alemanha       | Blohm + Voss                      | Hamburgo                 | Tipo VIIC             |       |
| 15 de fevereiro | HMS Chaser (D32)       | Estados Unidos | Ingalls Shipbuilding              | Pascagoula (Mississippi) | Bogue                 |       |
| 16 de fevereiro | USS Alabama (BB-60)    | Estados Unidos | Norfolk Navy Yard                 | Portsmouth, Virginia     | Classe South Dakota   |       |
| 17 de fevereiro | SS Empire Elgar        | Reino Unido    | William Gray & Co Ltd             | West Hartlepool          | Heavy lift ship       |       |
| 17 de fevereiro | MV Empire Fairbairn    | Reino Unido    | Barclay Curl & Co                 | Glasgow                  | Navio cargueiro       |       |
| 17 de fevereiro | Empire Sprite          | Reino Unido    | Henry Scarr Ltd                   | Hessle                   | Rebocador             |       |
| 18 de fevereiro | HMAS Wallaroo          | Austrália      |                                   |                          | Bathurst              |       |
| 19 de fevereiro | Empire Dweller         | Reino Unido    | G Brown & Co Ltd                  | Greenock                 | Navio tanque costeiro |       |
| 23 de fevereiro | Empire Audrey          | Reino Unido    | G Brown & Co Ltd                  | Greenock                 | Navio tanque costeiro |       |
| 23 de fevereiro | SS Empire Beatrice     | Reino Unido    | Lithgows Ltd                      | Port Glasgow             | navio cargueiro       |       |
| 26 de fevereiro | U-444                  | Alemanha       |                                   |                          | Tipo VIIC             |       |
| 27 de fevereiro | USS Card (CVE-11)      | Estados Unidos | Seattle-Tacoma Shipyard           | Seattle                  | Bogue                 |       |